# جانغ يون-هو
جانغ يون-هو (الكورية: 장윤호) هو لاعب كرة قدم كوري جنوبي في مركز الوسط، ولد في 25 أغسطس 1996 في كوريا الجنوبية. لعب مع جونبك هيونداي موتورز.

## وصلات خارجية
- جانغ يون-هو على موقع الاتحاد الدولي (مؤرشف)  (الإنجليزية)
- جانغ يون-هو على موقع دوري كوريا الجنوبية (الإنجليزية)
- جانغ يون-هو على موقع قاعدة بيانات كرة القدم.إي يو (الإنجليزية)
- جانغ يون-هو على موقع Soccerway.com (الإنجليزية)